# Группа № 11
Группа № 11 (англ. No. 11 Group) — подразделение Королевских ВВС Великобритании. Занимается вопросами противоракетной обороны, космической сферой и радиоэлектронной борьбой в интересах КВВС Великобритании.
Находится в подчинении Воздушного командования КВВС (RAF Air Command).
Группа № 11 многократно создавалась и расформировывалась. Последний раз группа создана 1 ноября 2018 года.

## История
Группа № 11 была впервые сформирована 1 апреля 1918 года в Зоне КВВС № 2 как Группа № 11 (Оборудование) (No. 11 (Equipment) Group) и была переведена в Юго-западную зону КВВС 8 мая 1918 года. Группа была расформирована 17 мая 1918 года.
Следующий раз группа сформирована 22 августа 1918 году, незадолго до завершения Первой мировой войны, в составе Северо-западной зоны КВВС (RAF). Три месяца спустя, в мае 1920 года, Группа № 11 была понижена в статусе до Крыла № 11 (No. 11 Wing). Группа была преобразована 1 мая 1936 года в Истребительную группу № 11 (No. 11 (Fighter) Group), переименовав зону в истребительную (Fighting Area). 14 июля 1936 года Группа № 11 стала первой группой Истребительного командования КВВС (RAF Fighter Command) отвечающей за противовоздушную оборону южной Англии, включая Лондон.
В годы Второй мировой войны Группа № 11 была организована для управления истребителями. Штаб-квартира группы находилась в Хиллингдон-Хаус, расположенном на авиабазе КВВС Аксбридж (Uxbridge) в лондонском районе Хиллингдон. Оперативный зал Группы находился под землей в том, что сейчас известно как «Бункер Битвы за Британию» (Battle of Britain Bunker). Группе подчинялись аэродромные сектора, каждый из которых отвечал за несколько аэродромов и истребительные эскадрильи.
Самый известный период группы был во время Битвы за Британию, когда она приняла на себя главный удар немецкого воздушного нападения. Пилоты, размещенные в эскадрильях группы, знали, что они будут постоянно сражаться, а пилоты и эскадрильи, переведённые из Группы № 11, знали, что они будут работать в сравнительно более безопасных условиях. Во время битвы за Британию группой командовал новозеландец, вице-маршал авиации Кит Парк (Keith Park). Хотя его поддерживали командиры (Air Officer Commanding) группы № 10 и № 13, он получил недостаточную поддержку от группы № 12, вице-маршала авиации Траффорда Ли-Мэллори (Trafford Leigh-Mallory), который использовал спор о Большом крыле, чтобы критиковать тактику Парка. Отсутствие поддержки Ли-Мэллори поставило под угрозу Истребительное командование (Fighter Command) в критическое время, и спор вызвал проблемы для Парка. Когда Битва за Британию закончилась, Ли-Мэллори, действуя вместе с маршалом авиации Шолто Дугласом, сговорился отстранить Парка от своей должности (вместе с командующим Истребительного командования, Хью Даудингом). Ли-Мэллори затем принял командование Группой № 11.
В декабре 1951 года Группа № 11 состояла из южного и столичного секторов. Южный сектор включал 1-ю эскадрилью и 29/22-ю эскадрильи на авиабазе КВВС Тангмеа (Tangmere) и 54-й эскадрильи и 247-й эскадрильи на авиабазе КВВС Одихэм (Odiham). Столичный сектор имел 25-ю эскадрилью на авиабазе Уэст-Маллинг (West Malling), 41/253-ю эскадрилью на авиабазе Биггин-Хилл (Biggin Hill), 56/87-ю эскадрилью и 63-ю эскадрилью на авиабазе Уотербич (Waterbeach), 64-ю и 65-ю эскадрильи на авиабазе Дюксфорд (Duxford), 72-ю эскадрилью на авиабазе Норт-Велд (North Weald), 85/145-ю эскадрилью на авиабазе Уэст-Маллинг (West Malling) на Gloster Meteor NF.11 и 257-й эскадрильей и 263-й эскадрильей на авиабазе Уаттишам (Wattisham). Номер эскадрильи обозначенный через «/» означал ранее объединённые эскадрильи, где наследие двух эскадрилий продолжалось в пределах одной единственной эскадрильи.
В 1960 году Истребительное командование было реорганизовано, и Группа № 11 была расформирована 31 декабря 1960 года, чтобы восстановиться днём позже, когда Группа № 13 была переименована в Группу № 11. 1 апреля 1963 года Группа была переименована в «Сектор (Северный) № 11» (No. 11 (Northern) Sector). Это продолжалось до тех пор, пока 30 апреля 1968 года Истребительное командование не было включено в новое Ударное командование и не стало снова Группой № 11. Штаб-квартира группы переместилась на авиабазу Бэнтли-Приори (Bentley Priory) на северо-западе Лондона и взяла на себя ответственность за противовоздушную оборону Великобритании (UK Air Defence Region). English Electric Lightning была введена в эксплуатацию в 1960 году, а F-4 Phantom II в 1969 году в 43-й эскадрилье на авиабазе Лухерс (Leuchars).
Группа была переименована в Группу (ПВО) № 11 (11 (Air Defence) Group) в январе 1986 года. В начале 1990-х годов её передовые силы состояли из 56-й и 74-й эскадрилий, летавших на F-4 Phantom II из авиабазы Уаттишам (Wattisham), 5-й и 29-й эскадрилий, вылетавших на Panavia Tornado F3  с авиабазы Конингсбай (Coningsby) 11-я, 23-я и 25-я эскадрильи, летавшие на Tornado F3 базировались на авиабазе Лиминг (Leeming), и 43-я и 111-я эскадрилья на авиабазе Лухерс (Leuchars); 8-я эскадрилья эксплуатировала E-3D Sentry AEW1 на авиабазе Уаддингтон (Waddington), 5-я эскадрилья и 11-я эскадрилья были последними частями, летавшими на English Electric Lightning с авиабазы Бинбрук (Binbrook) до 1988 года; 25-я и 85-я эскадрильи были расформированы в 1989 и 10 июля 1991 года соответственно. Крыло из Ф4 авиабазы Ваттишам было распущено относительно быстро после окончания Холодной войны; 23-я эскадрилья была расформирована в марте 1994 года.
1 апреля 1996 года Группа № 11 объединились с Группой № 18, чтобы сформировать Группу № 11/18.
11 июля 2018 года главный маршал авиации сэр Стивен Хиллиер объявил на конференции по авиации и энергетике, что Группа № 11 будет преобразована в «многодоменную оперативную группу» для создания интегрированных сил, которые будут заниматься обеспечением воздушных, космических и кибернетических операций под одним управлением. Увеличение численности старших офицеров или сотрудников в штаб-квартире не было предложено в рамках реформы. Группа № 11 образована снова на базе КВВС Хай-Уиком (High Wycombe) в Бакингемшире 1 ноября 2018 года.

## Роль
В Группу № 11 входят начальник штаба операций и штаба воздушного боя, включая развёртываемый Объединённый воздушный компонент (JFAC), Национальный центр воздушных и космических операций (NASOC) и Исполнительная группа (Executive Team). В состав группы также входят Силы управления боевыми пространствами (Battlespace Management Force). Группа должна обеспечивать обработку больших объёмов данных, разведки и информации, способствуя планированию и выполнению операций в воздухе, космосе и компьютерных сетях.

## Базы
Штаб группы базируется на военной базе Хай-Уиком расположенной рядом с Хай-Уикомом. Помимо него, подразделения группы дислоцируются на ряде баз:
- Военная база Булмер (графство Нортамберленд) — штаб Сил управления боевыми пространствами (Battlespace Management Force).
- Военная база Файлингдейлс (графство Норт-Йоркшир) — штаб Системы раннего предупреждения о ракетном нападении (Ballistic Missile Early Warning System), являющейся частью Сети космического наблюдения союзников (Allied Space Surveillance Network).
- Военная база Скемптон (графство Линкольншир) — штаб Центра управления воздушным движением № 1, мобильного метеорологического подразделения и пилотажной группы КВВС «Красные Стрелы».
- Военная база Спейдам (графство Камбрия) — штаб полигона радиоэлектронной борьбы (Electronic Warfare Tactics Range).